# Pseudopirnodus domrowi
Pseudopirnodus domrowi är en kvalsterart som först beskrevs av Balogh och Sandór Mahunka 1978.  Pseudopirnodus domrowi ingår i släktet Pseudopirnodus och familjen Oripodidae. Inga underarter finns listade i Catalogue of Life.